# Jodenkamp (Havelte)
Het Jodenkamp was een barakkenkamp bij De Doeze langs de Hunebeddenweg, waar behalve strafgevangenen vanaf maart 1944 ook ongeveer 500 gemengd-gehuwde Joodse mannen werden gehuisvest. Zij waren gedwongen te werk gesteld voor de aanleg van Fliegerhorst Havelte bij Havelte in Drenthe. 

## Aanleg Fliegerhorst Havelte
In november 1942 werd door de Duitse Wehrmacht begonnen met de aanleg van Fliegerhorst Havelte. Dit vliegveld in Havelte was bedoeld om geallieerde bommenwerpers die tijdens de Tweede Wereldoorlog van Engeland naar Duitsland vlogen tegen te houden. De aanleg van het vliegveld viel onder de verantwoordelijkheid van de Organisation Todt.
De Duitse Willy Zimmermann (ca. 1906-?), een overtuigde nationaalsocialist, werd aangesteld als toezichthouder op het gewestelijk arbeidsbureau aan het Noordeinde in Meppel. Hij wees aan wie geschikt was voor gedwongen arbeid op het vliegveld Havelte. Na de oorlog werd Zimmermann veroordeeld tot zes jaar gevangenisstraf.

## Drie barakkenkampen voor de dwangarbeiders in Havelte
Er werden drie barakkenkampen gebouwd voor ongeveer 3.000 dwangarbeiders, onder wie ook Nederlandse strafgevangenen, die hier tewerk werden gesteld. Circa 500 Joodse mannen, die gehuwd waren met een niet-Joodse vrouw, werden vanaf maart 1944 ook opgeroepen voor gedwongen arbeid op Fliegerhorst Havelte. Gemengd-gehuwde Joodse mensen werden vrijgesteld van deportatie naar concentratiekampen of vernietigingskampen. Dit betekende dat in het persoonsbewijs van deze mensen niet alleen een stempel met de letter J stond, maar ook een Sperr-stempel.
Het barakkenkamp bij De Doeze langs de Hunebeddenweg, ten noorden van Havelte, was het eerste kamp waar de gemengd-gehuwde Joodse mannen gehuisvest werden. In dit barakkenkamp waren sinds 1943 ook strafgevangenen ondergebracht. De Joden werden wel gescheiden van de strafgevangenen gehuisvest en hadden een eigen Joodse kampcommandant. Dit kamp werd te vol en te gevaarlijk vanwege de geallieerde bombardementen op het vliegveld. Daarom werden op 25 mei 1944 de ongeveer 500 Joodse mannen verhuisd naar het kamp bij de Konijnenbergen, aan de oostkant van Havelte.
Bij arbeidsongeschiktheid, ziekte, of verlof zonder toestemming was de straf voor de Joodse mannen onmiddellijk transport naar Westerbork. Dit gebeurde o.a. met de violist Benny Behr, een van de eerste gemengd-gehuwde Joodse mannen die te werk werden gesteld in Havelte.
Op 5 september 1944 was er een geallieerde nachtelijke luchtaanval op het vliegveld Havelte. Door de succesvolle geallieerde opmars vanuit Normandië én door Dolle Dinsdag op 5 september 1944 waren de Duitsers en de NSB’ers in paniek geraakt en gevlucht. Op 7 september 1944, twee dagen na Dolle Dinsdag, werden de Joodse tewerkgestelden in het kamp aan de Konijnenbergen in Havelte "ontslagen" en naar huis gestuurd.

## Muziek in het Jodenkamp
Er werd muziek gemaakt in het Jodenkamp. Zo was er een strijkkwartet dat onder leiding stond van Benedict Silberman. Zijn broer Rudi Silberman speelde viool, net als Benny Behr. Andere leden waren Joop Cantor, cello, en Leo Blom, altviool. Er werd af en toe een cabaretavond georganiseerd in het arische (niet-Joodse) kamp dat iets verderop aan De Wal in Havelte lag. De cabaretavonden waren toegankelijk voor alle kamparbeiders, dus ook voor de gemengd-gehuwde Joden en voor de plaatselijke bevolking. Jacob Boonvang speelde op deze avonden soms als pianobegeleider.

## Nieuwe oproep voor de dwangarbeiders
In de nacht van 16 op 17 september 1944 werd het vliegveld Havelte opnieuw aangevallen door 26 Lancaster bommenwerpers van de geallieerden. Het vliegveld werd ernstig beschadigd en de dwangarbeiders werden als gevolg daarvan weer teruggeroepen, onder wie ook de ongeveer 500 Joodse gemengd-gehuwden. Slechts 200 van hen keerden terug, de overigen doken onder.

## Gedenkteken bij het voormalige Jodenkamp aan de Hunebeddenweg

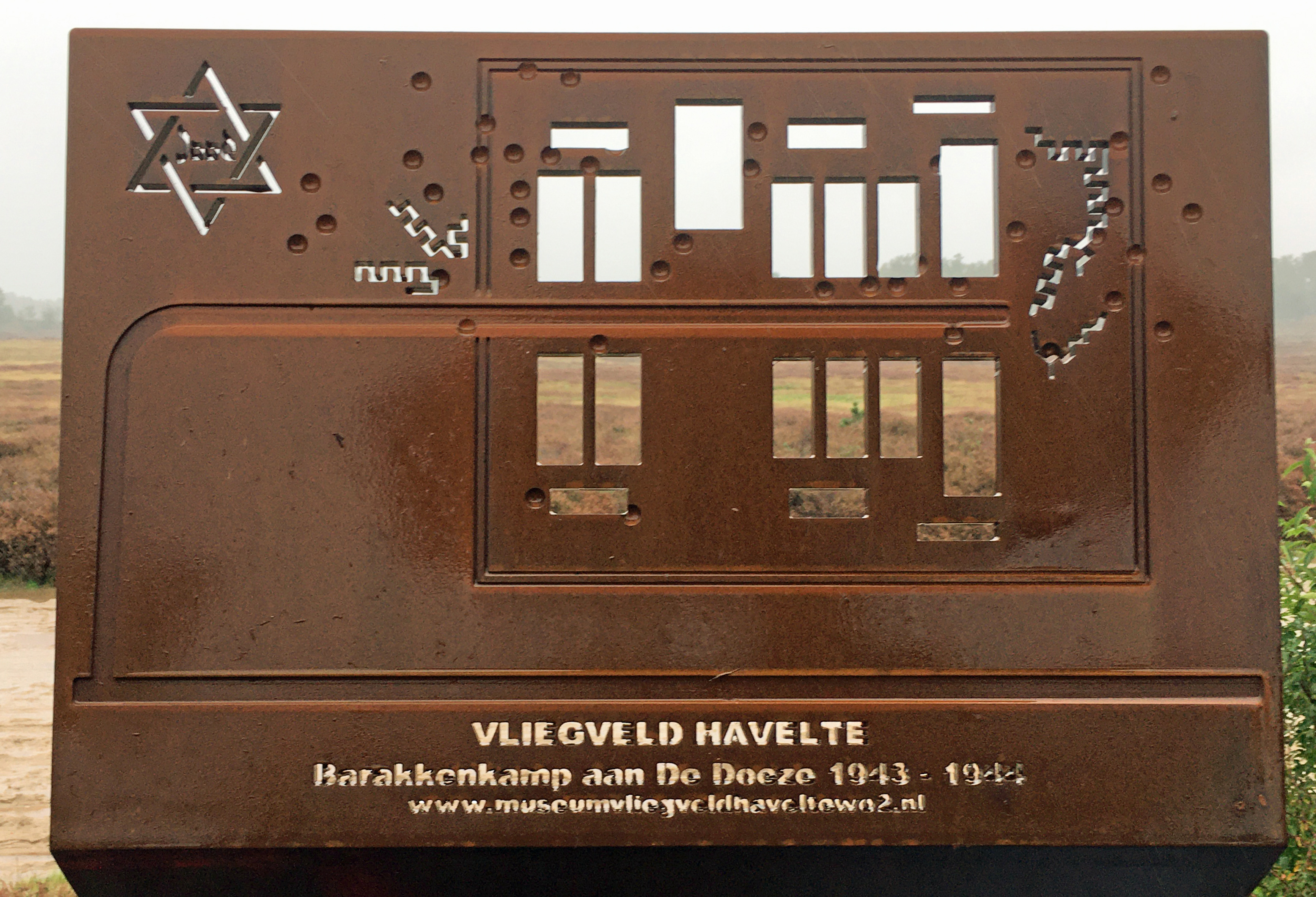
Gedenkteken van het Jodenkamp aan De Doeze, langs de Hunebeddenweg in Havelte.

Op 8 oktober 2020 werd een gedenkteken onthuld aan de Hunebeddenweg bij het voormalige barakkenkamp aan De Doeze, waar de 500 gemengd-gehuwde Joodse mannen gedwongen te werk werden gesteld in de periode voorjaar 1944 tot 25 mei 1944. Vanaf 25 mei 1944 werden de Joodse mannen ondergebracht in het kamp aan de Konijnenbergen.
Het gedenkteken van het Jodenkamp bij Havelte heeft de vorm van een lessenaar. Linksboven staat de verplichte Jodenster afgebeeld. Rechts staat een rechthoek die het kamp aangeeft aan de Hunebeddenweg, met daarin de openingen die de barakken aangeven. Zichtbaar zijn twee rijen prikkeldraad om het kamp heen. Middendoor loopt een toegangsweg. De “gekartelde tekens” links en rechts boven de toegangsweg geven de loopgraven aan, waardoor de mannen konden vluchten naar de schuilkelders bij luchtaanvallen. De ronde putjes zijn de bomkraters. Door de open gaten die de barakken voorstellen, wordt de locatie zichtbaar waar het Jodenkamp heeft gelegen.

## Havelte Lied, 1944
De gemengd-gehuwde Joodse Mozes Levit werd in 1944 ook in het Jodenkamp Havelte tewerkgesteld. In zijn archief vond zijn dochter de tekst van het hieronderstaande “Havelte Lied”.

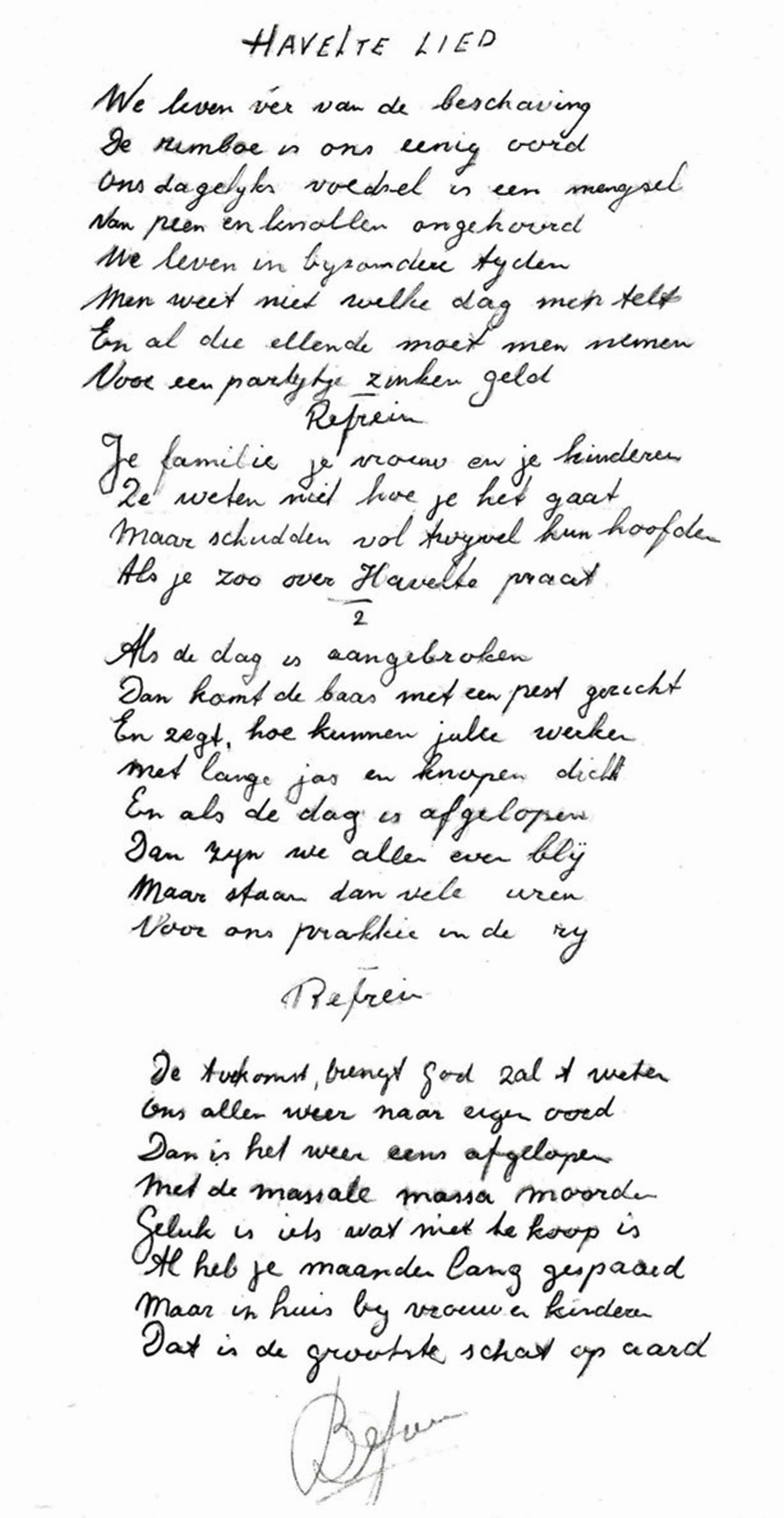

## Hans Freudenthal in Havelte, Dichter en Dwangarbeider
Hans Freudenthal, een Joodse Duits-Nederlandse wiskundige en pedagoog werd in 1944 gedwongen tewerkgesteld in het Jodenkamp. Hij was ook actief als schrijver en dichter en schreef gedichten en herinneringen tijdens zijn verblijf in het Jodenkamp tussen mei 1944 en 5 september 1944. Tachtig jaar later werd door Wim van der Wijk en Mirjam Freudenthal een selectie gemaakt die werd opgenomen in een gedichtenbundel Hans Freudenthal in Havelte, Dichter en Dwangarbeider. Deze gedichtenbundel werd op 5 september 2024 (80 jaar na Dolle Dinsdag) overhandigd aan Jouke Spoelstra, burgemeester van Westerveld (Havelte).
Almere · Beugelen · Kamp De Bruine Enk · Dobbendal · Eerde · Heitraksgoor · Hilvarenbeek · Hooghalen · Havelte · Kloosterhaar · Nuis · Overbroek · De Pieterberg · De Rips · Ronde Huis · Schoonloo · De Vecht · Vledder · Vosseveld · Waterloo (Lisiduna) · Wierden I · Wyldemerk